# 913 Otila
A 913 Otila (ideiglenes jelöléssel 1919 FL) a Naprendszer kisbolygóövében található aszteroida. Karl Wilhelm Reinmuth fedezte fel 1919. május 19-én, Heidelbergben.